# FC Telavi
FC Telavi är en georgisk fotbollsklubb baserad i Telavi.

## Placering tidigare säsonger
| Säsong | Nivå | Liga            | Placering | Referens | Notering                      |
| ------ | ---- | --------------- | --------- | -------- | ----------------------------- |
| 2018   | 2    | Erovnuli Liga 2 | 5         | [ 1 ]    |                               |
| 2019   | 2    | Erovnuli Liga 2 | 3         | [ 2 ]    | Uppflyttad till Erovnuli Liga |
| 2020   | 1    | Erovnuli Liga   | 6         | [ 3 ]    |                               |
| 2021   | 1    | Erovnuli Liga   | 6         | [ 4 ]    |                               |
| 2022   | 1    | Erovnuli Liga   | 7         | [ 5 ]    |                               |
| 2023   | 1    | Erovnuli Liga   | 8         | [ 6 ]    |                               |